# La venganza del maní asesino
La venganza del maní asesino es el segundo álbum de estudio de la banda peruana Los Chabelos. Fue lanzado en 2004 por Disquera Independiente. El trabajo de "La venganza del maní asesino" empezó en 2004, junto a  Rafo Ráez, colaborador de Chabelos en la mayoría de sus producciones.

## Recepción crítica y comercial
La recepción crítica y comercial del álbum fue positiva, de alguna manera, ya que a la gente le parecieron «divertidas» sus canciones, tanto fue así que aparecieron en el programa musical «Rock en El Parque».

## Lista de canciones
| La venganza del maní asesino |                                                      |          |  |
| N.º                          | Título                                               | Duración |  |
| 1.                           | «Arturito llama a su mamá»                           | 0:12     |  |
| 2.                           | «Himno Nacional»                                     | 0:58     |  |
| 3.                           | «Pollo chucha»                                       | 2:36     |  |
| 4.                           | «Cómo saber que está bien»                           | 3:03     |  |
| 5.                           | «La venganza del maní asesino»                       | 1:13     |  |
| 6.                           | «Carmen Rousas»                                      | 5:04     |  |
| 7.                           | «Caminando por la cuerda floja»                      | 1:22     |  |
| 8.                           | «Hasta explotar»                                     | 2:48     |  |
| 9.                           | «Al ramerío»                                         | 3:55     |  |
| 10.                          | «Luisa»                                              | 4:05     |  |
| 11.                          | «Bailando rock'n'roll»                               | 2:38     |  |
| 12.                          | «Adiós amor»                                         | 1:19     |  |
| 13.                          | «Canción»                                            | 2:24     |  |
| 14.                          | «Mari crismas beiby»                                 | 2:52     |  |
| 15.                          | «Ven a mi bar»                                       | 1:30     |  |
| 16.                          | «Twist de mi colegio»                                | 2:05     |  |
| 17.                          | «Que hermoso el mundo es / Arturito se va a la cama» | 1:40     |  |
| 18.                          | «El anexo»                                           | 2:16     |  |
| 19.                          | «Loco por tu amor (bonus track, en vivo)»            | 3:51     |  |
| 20.                          | «Pare de sufrir (bonus track, en vivo)»              | 4:27     |  |

| Segunda versión de "La venganza del maní asesino" |                                                      |          |  |
| N.º                                               | Título                                               | Duración |  |
| 1.                                                | «Arturito llama a su mamá»                           | 0:12     |  |
| 2.                                                | «Himno Nacional»                                     | 0:58     |  |
| 3.                                                | «Pollo chucha»                                       | 2:36     |  |
| 4.                                                | «Cómo saber que está bien»                           | 3:03     |  |
| 5.                                                | «La venganza del maní asesino»                       | 1:13     |  |
| 6.                                                | «Carmen Rousas»                                      | 5:04     |  |
| 7.                                                | «Caminando por la cuerda floja»                      | 1:22     |  |
| 8.                                                | «Hasta explotar»                                     | 2:48     |  |
| 9.                                                | «Al ramerío»                                         | 3:55     |  |
| 10.                                               | «Luisa»                                              | 4:05     |  |
| 11.                                               | «Bailando rock'n'roll»                               | 2:38     |  |
| 12.                                               | «Adiós amor»                                         | 1:19     |  |
| 13.                                               | «Canción»                                            | 2:24     |  |
| 14.                                               | «Mari crismas beiby»                                 | 2:52     |  |
| 15.                                               | «Twist de mi colegio»                                | 1:30     |  |
| 16.                                               | «Que hermosa el mundo es / Arturito se va a la cama» | 2:05     |  |
| 17.                                               | «El anexo»                                           | 1:40     |  |
| 18.                                               | «Saca la huevada (bonus track)»                      | 2:16     |  |
| 19.                                               | «Pare de sufrir (bonus track)»                       | 3:51     |  |
| 20.                                               | «Loco por tu amor (bonus track)»                     | 4:27     |  |